# Tussenhausen
Tussenhausen è un comune tedesco di 2 976 abitanti, situato nel land della Baviera.